# Gerüstbauer

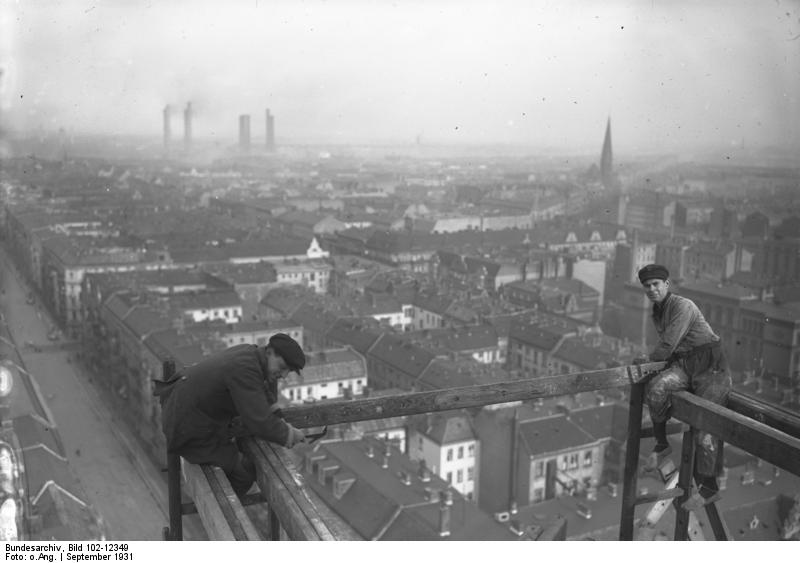
Gerüstbauer in Berlin (1931)

Gerüstbauer (in Österreich/Schweiz auch Gerüster oder Gerüstmonteur) errichten Gerüste für verschiedene Einsatzgebiete, vom Einfamilienhaus über Brücken und kleineren Mehrfamilienhäusern oder auch Fernsehtürmen bis hin zu Hochhäusern. Auch der Aufbau von beweglichen Arbeitsplattformen, Tribünen, provisorischer Fluchttreppen oder auch Wetterschutzhallen gehört zum Einsatzgebiet des Gerüstbauers. In diesen Fällen spricht man vom Spezialgerüstbau.

## Voraussetzungen
Gerüstbauer ist in Deutschland ein anerkannter Ausbildungsberuf in Industrie und Handwerk. Die Ausbildung dauert drei Jahre. Bewerber sollten handwerklich begabt, körperlich belastbar und schwindelfrei sein. Da Gerüstbauer meist im Freien arbeiten, sollten Interessenten auch unempfindlich gegenüber Wettereinflüssen sein.
In der Schweiz lautet die offizielle Berufsbezeichnung seit der Einführung des neuen Berufsbildungsgesetzes 2004 nicht mehr „Gerüstmonteur EFZ“, sondern „Polybauer EFZ Fachrichtung: Gerüstbau“. Für eine Vielzahl der Stellen in der Schweiz wird zudem ein abgeschlossener Kurs im Umgang mit der persönlichen Schutzausrüstung gegen Absturz (PSAgA) verlangt. Dieser muss von der SUVA anerkannt sein.

## Selbständigkeit
Das Gerüstbauhandwerk unterliegt der Handwerksordnung und gehört seit dem 1. April 1998 zur sogenannten Anlage A, also dem Vollhandwerk. Um sich als Gerüstbauer selbständig zu machen, gibt es verschiedene Möglichkeiten. Voraussetzung sind 10 Jahre nachweisbare Berufserfahrung, ein Meisterbrief eines Berufes im Bauhandwerk oder die Zuhilfenahme eines Konzessionsträgers, durch dessen betriebliche Leitung die Voraussetzungen für die Ausnahmebewilligung erfüllt werden. Um zu verhindern, dass Konzessionsträger nur zum Schein angestellt sind, bestehen die Handwerkskammern bei deren Arbeitsverträgen auf einen monatlichen Beschäftigungsumfang von mindestens 80 Stunden, also einer sozialversicherungspflichtigen Anstellung.
Des Weiteren können Gerüste aber auch von Handwerkern errichtet werden, die im Übergangsgesetz aus Anlass des Zweiten Gesetzes zur Änderung der Handwerksordnung genannt werden. Darunter sind meisterpflichtige Handwerke wie zum Beispiel der Maurer genannt.
Es gibt in ganz Deutschland nur drei Berufsschulen für Gerüstbauer. Diese befinden sich in Dortmund, Berlin und Groß-Gerau. Zusätzlich gibt es drei außerbetriebliche Ausbildungszentren in Dortmund, Bernau bei Berlin und Weiterstadt.
Als selbständiger Gerüstbauer unterliegt man der Mitgliedverpflichtung einer Handwerkskammer (HWK), der SKG, der Bundesknappschaft und der Berufsgenossenschaft.
Die Dauer der Ausbildung beträgt drei Jahre, nach dem zweiten Ausbildungsjahr erfolgt eine Zwischenprüfung.

## Aufstiegschancen
Durch Fort- und Weiterbildung sind möglich:
- Gerüstbaumeister (Voraussetzung für die Selbständigkeit)
- geprüfter Gerüstbaukolonnenführer
- Techniker
- Ausbilder (auch Bestandteil der Meisterprüfung)

Durch den Besuch einer Fachschule können weiterführende Berufe erlernt werden:
- Techniker für Betriebswissenschaft
- Industriebetriebswirt für Bauwirtschaft

Nach dem Besuch einer Fachoberschule ist das Studium an einer Fachhochschule (FH) möglich:
- Fachrichtung Diplom-Ingenieur Bauingenieurwesen

Nach erfolgreich bestandener Meisterprüfung ist ein Studium auch direkt möglich (Zulassungsvoraussetzungen sind länderspezifisch).
Es gibt in Deutschland 2511 Gerüstbau-Betriebe, die 25.211 Gerüstbauer sozialversicherungspflichtig beschäftigen. Gerüstbauer sind in Deutschland primär kleine und mittelständische Unternehmen mit durchschnittlich 10 Mitarbeitern. 57 % der Gerüstbauer sind bei Unternehmen mit weniger als 20 Mitarbeitern angestellt.